# Micraegialia pusilla
Micraegialia pusilla är en skalbaggsart som beskrevs av Horn 1887. Micraegialia pusilla ingår i släktet Micraegialia och familjen Aegialiidae. Inga underarter finns listade i Catalogue of Life.